# Cantó d'Alby-sur-Chéran
El cantó d'Alby-sur-Chéran és una antiga divisió administrativa francesa del departament de l'Alta Savoia, a la regió de Roine-Alps. Va desaparèixer el 2015.

## Municipis
- Alby-sur-Chéran
- Allèves
- Chainaz-les-Frasses
- Chapeiry
- Cusy
- Gruffy
- Héry-sur-Alby
- Mûres
- Saint-Félix
- Saint-Sylvestre
- Viuz-la-Chiésaz

| Data d'elecció                           | Identitat          | Partit        | Qualitat |
| ---------------------------------------- | ------------------ | ------------- | -------- |
| 1949-1963                                | M. Gourry          | Divers droite |          |
| 1963-1973                                | Gaston Daviet      | Divers gauche |          |
| 1973-1992                                | M. Paillet         | Divers droite |          |
| 1992-2011                                | Fernand Peilloud   | Divers gauche |          |
| 2011-2015                                | Jean-Claude Martin | Divers gauche |          |
| les dades anteriors no són pas conegudes |                    |               |          |